# Пантенбург
Пантенбург (нем. Pantenburg) — община в Германии, в земле Рейнланд-Пфальц. 
Входит в состав района Бернкастель-Витлих. Подчиняется управлению Мандершайд.  Население составляет 236 человек (на 31 декабря 2010 года). Занимает площадь 4,98 км².